# ソクサージェン地方

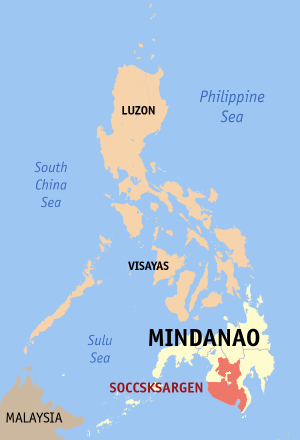

ソクサージェン地方（ソクサージェンちほう、SOCCSKSARGEN, Region XII）は、フィリピン南部のミンダナオ島中部にある地方である。名称は、地域内の4州とその都市のうちの1つ（ジェネラル・サントス市）を表す頭文字で名付けられた。中心都市はコロナダルとコタバト市（Cotabato City）である。コタバト市は、ソクサージェン地方の一部であるが、コタバト市を囲むマギンダナオ州はバンサモロ自治地域の一部である。
この地方はもともと中部ミンダナオ地方（Central Mindanao, Region XII）と呼ばれ、北ラナオ州、南ラナオ州、コタバト州、スルタン・クダラット州及びマギンダナオ州の地域を含んでいたが、南ラナオ州とマギンダナオ州が1990年にイスラム教徒ミンダナオ自治地域（ARMM、後のバンサモロ自治地域）を形成。残るミンダナオ島の地方と州は2001年9月19日、グロリア・アロヨ大統領の大統領令によりこのように再編された。

## 州
- 南コタバト州
- コタバト州
- スルタン・クダラット州
- サランガニ州